# 19 (số)
19 (mười chín) là một số tự nhiên và một số nguyên tố ngay sau 18 và ngay trước 20.

## Toán học
- Số nguyên tố thứ 8. Một số với 13 tạo thành một cặp số nguyên tố có hiệu là 6[1]. Tạo thành một cặp số nguyên tố liên tiếp với 17[2]. Số nguyên tố p khi p+4 cũng là một số nguyên tố với 23[3]. Số nguyên tố p thứ 7 mà 2p - 1 là số nguyên tố[4]. Số thứ 5 trong hệ tam thức trung tâm[5]
- Tổng bình phương của 19 số nguyên tố đầu tiên chia hết cho 19[6]
- Số Heegner thứ 6[7]
- Là số tam giác trung tâm thứ 3 và cũng là số lục giác trung tâm thứ 3[8][9]
- Số đỉnh trong hình lục giác đều với tất cả đường chéo được vẽ[10]

## Khoa học
- 19 là số hiệu nguyên tử của nguyên tố Kali (K)
- Các thành phần quang học của Kính viễn vọng Không gian James Webb nằm trong một dãy gồm 19 hình lục giác

## Trong Địa lý
- 19 là mã tỉnh của Phú Thọ